# Коварна (фрегат)
«Коварна» — парусный 52-пушечный фрегат Черноморского флота Российской империи, участник Крымской войны.

## Описание фрегата
Парусный фрегат с деревянным корпусом, длина судна по сведениям из различных источников могла составлять 53—53,1 метра, а ширина — 14,8—14,9 метра. Артиллерийское вооружение судна составляли 52 орудия, а экипаж состоял из 450 человек.
Назван в честь порта на румелийском побережье Чёрного моря — Каварна, который в разное время в русских источниках назывался Каварной или Коварной и который во время осады Варны с 13 (25) июля до 29 сентября (11 октября) 1828 года служил базой русского флота. 21 июля (2 августа) 1828 года эскадрой адмирала А. С. Грейга в этом порту были высажены русские войска, которые осадили Варну.

## История службы
Фрегат «Коварна» был заложен на стапеле Севастопольского адмиралтейства 4 (16) марта 1841 года и после спуска на воду 11 (23) сентября 1845 года вошел в состав Черноморского флота России. Строительство фрегата вёл кораблестроитель полковник  А. П. Прокофьев.

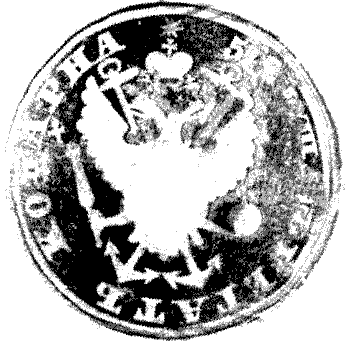
Оттиск печати фрегата «Коварна»

В 1847 и 1848 годах в выходил в крейсерство у кавказского побережья, при этом в кампанию 1848 года на «Коварне» держал свой флаг командир 1 бригады 4-й флотской дивизии П. С. Нахимов. В июле—августе 1849 года фрегат курсировал вдоль берегов Чёрного моря по маршруту Севастополь — Ялта — Керчь — Бердянск — Таганрог — Ейск — Феодосия — Сухум-Кале — Севастополь под флагом начальника штаба Черноморского Флота контр-адмирала В. А. Корнилова. В 1851 и 1852 годах в составе эскадр находился в практических плаваниях в Чёрном море. С 20 мая (1 июня) по 6 (18) июля и с 10 (22) августа по 12 (24) октября 1853 года выходил в крейсерство к проливу Босфор.
Принимал участие в Крымской войне. 28 октября (9 ноября) 1853 года вышел из Севастополя в Чёрное море с депешами на поиск эскадры вице-адмирала П. С. Нахимова. 1 (13) ноября вместе с пароходофрегатом «Бессарабия» присоединился к эскадре, доставив сообщение о начале военных действий. Адмирал передал на корабли эскадры: «Война объявлена, турецкий флот вышел в море, отслужить молебствование и поздравить команду». 8 (20) ноября во время сильного шторма у Синопа получил сильные повреждения грот-марселя и грот-мачты из-за чего в составе эскадры из линейных кораблей «Храбрый», «Святослав» и пароходофрегата «Бессарабия» был отправлен в Севастополь на ремонт.
С 17 февраля (1 марта) 1854 года вошел в состав эскадры защиты Севастопольского рейда. 31 марта (12 апреля) выходил в море для атаки английского парохода, приблизившегося ко входу на рейд. В сентябре 1854 года часть экипажа фрегата была переведена в состав морского батальона.
26 августа (7 сентября) 1855 года во время стоянки на рейде у Северной стороны при бомбардировке города от попадания бомб фрегат загорелся. Пожар потушить не удалось, остатки корпуса затонули на глубине около 5,5 метров. Во время пожара на борту фрегата были уничтожены записи публициста Н. В. Берга об осаде Севастополя, служившего во время осады переводчиком при главном штабе Южной армии, которые впоследствии были им восстановлены и изданы в 1858 году в двух томах под наименованием «Записки об осаде Севастополя». 
После войны при расчистке Севастопольской бухты корпус корабля был взорван. Примерные координаты места затопления 44°37.433′N 33°32.183′E.

## Командиры фрегата
Командирами фрегата «Коварна» в составе Российского императорского флота в разное время служили:
- Н. Д. Варницкий (1847—1849 годы);
- К. А. Леонтьев (1850 год);
- А. Ф. Варпаховский (1852 год);
- Н. М. Гувениус (1853—1855 годы)[комм. 5];
- Г. Д. Гедеонов (сентябрь 1854 года — январь 1855 года)[комм. 6][источник не указан 135 дней].